# Пермуравьиная кислота
Пермуравьиная кислота — надмуравьиная кислота — органическое соединение с химической формулой {\displaystyle {\ce {HC(O)OOH}}}. Нестабильна. Бесцветная жидкость, результат взаимодействия муравьиной кислоты и пероксида водорода, растворима в воде, простых эфирах, бензоле, хлороформе, других органических растворителях. Изомер угольной кислоты. Применяется в пищевой и медицинской промышленности, а также для предоперационной подготовки рук хирургов (первомур).

## Реакция синтеза
Сведения о возможности синтеза чистой пермуравьиной кислоты отсутствуют, однако водные растворы концентрации до 48 % могут быть образованы смешением эквимолярных количеств растворов реагентов. Избыток одного из реагентов смещает равновесие реакции в сторону продукта реакции. Концентрация водного раствора пермуравьиной кислоты может быть доведена до около 90 % путём дистилляции.

## Безопасность для человека
Надмуравьиная кислота нетоксична. Вызывает раздражение кожи, но меньше, чем надуксусная кислота. При комнатной температуре взрывоопасна, может самовоспламеняться.